# نسبة ليرمان
نسبة ليرمان هي التي سميت على اسم الخبير الاقتصادي روبرت ليرمان الأول، والتي تدل على ان الحكومة تستفيد من البطالة الجزئية، مثل رعاية اجتماعية، والتي من المفترض ان تقلل من عدد ساعات العمل الاجمالية.نسبة الزيادة الفعلية في الإيرادات مقانة مع المستحقات هي نسبة ليرمان. وتكون النسبة عادة بين الصفر إلى واحد. موفيت عام (1992) يقدر فيما يتعلق ببرنامج المساعدة المقدمة إلى الأسر التي تعول أطفالاً (AFDC) في الولايات المتحدة حوالي .625.